# Boa (szal)

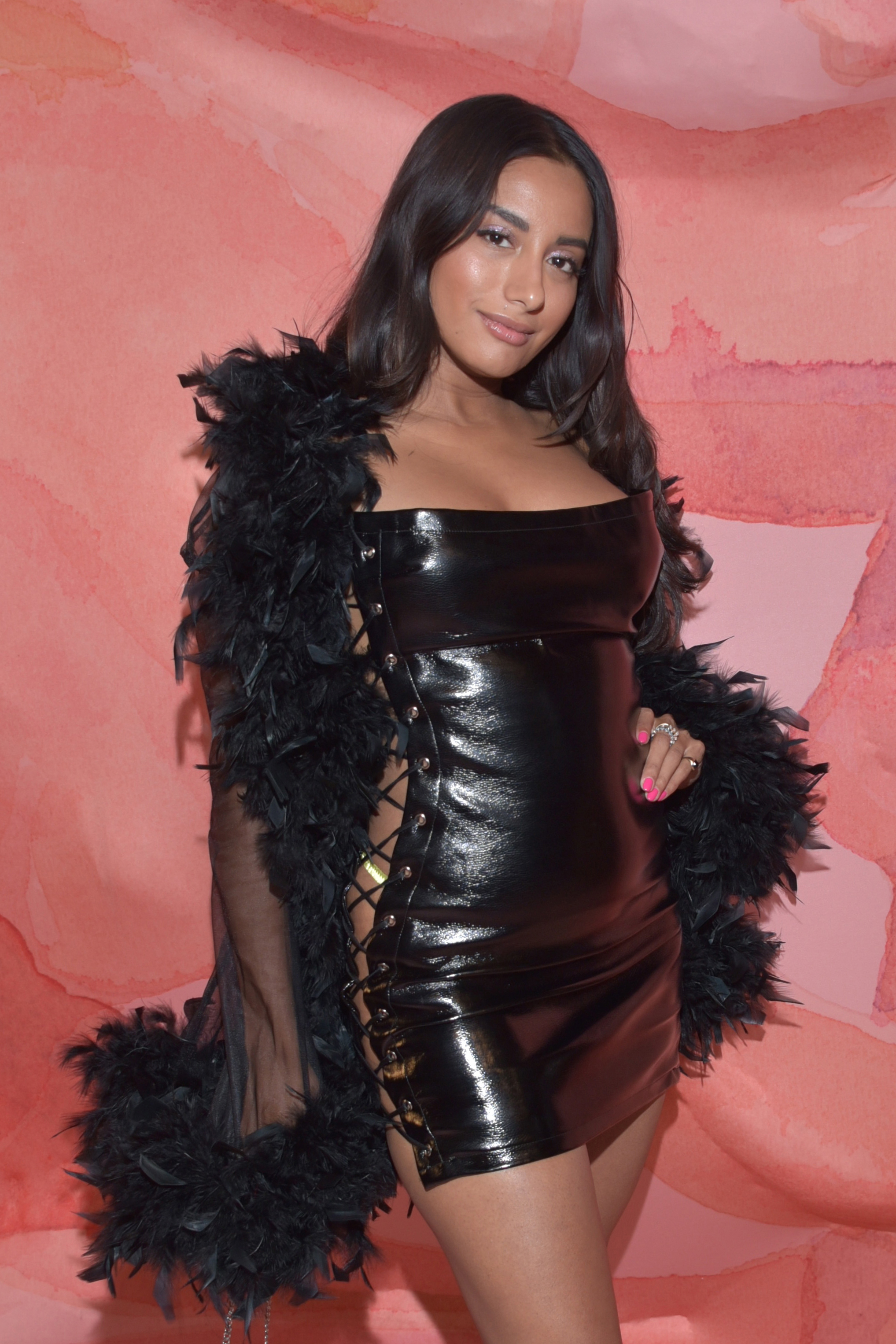
Modelka w boa z czarnych piór

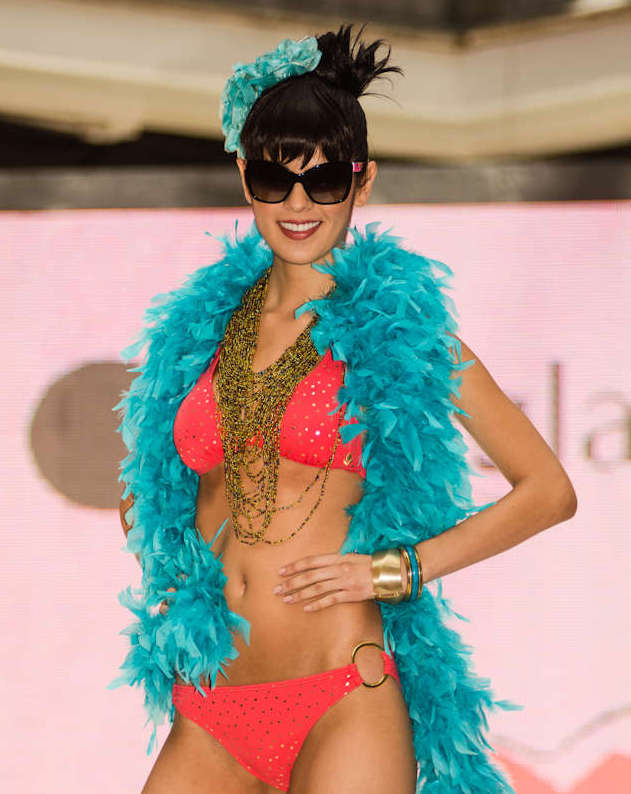
Błękitne boa z piór

Boa – długi, wąski i puszysty szal owijany wokół szyi lub ramion, podobny w kształcie do węża, wykonany z piór lub futerka.
Do produkcji boa używa się piór np. gęsich, indyczych lub strusich. Wykonane z piór strusich jest droższe niż to z piór gęsich czy indyczych. Cena zależy od delikatności piór i grubości boa. Przeciętna długość takiego szala wynosi 1,8 do 2 metrów, a ciężar waha się od 40 do 120 gramów. Boa dostępne jest w różnych kolorach, nie tylko białym i czarnym, także w barwach jaskrawych. Tego rodzaju szal może stanowić dodatek do kostiumu balowego lub scenicznego (np. burleska, pantomima, musical). Modystki używają boa do ozdabiania kapeluszy i innych ozdób głowy. Futrzana odmiana szala jest produkowana np. z futra lisiego.
Boa futrzane było modne już w okresie empiru, osłaniając przed zimnem szyję i dekolt dam, zaś szal z ptasich piór stał się popularny później, w okresie secesji jako elegancki dodatek do sukni balowych i wieczorowych. W Ameryce boa z piór było jednym z dodatków do ubioru kobiet w latach 90. XIX wieku. Także w latach 20. XX wieku było modne wśród kobiet, obok długich sznurów pereł czy papierosów trzymanych w lufce. Boa pozostawało stylowym uzupełnieniem kreacji wieczorowych również w latach 30. XX wieku razem z długimi rękawiczkami i etolami z futra.
Boa z piór oraz inne akcesoria zainspirowane kształtem węża np. biżuteria, towarzyszyło tworzeniu XIX-wiecznego wizerunku femme fatale. Boa spopularyzowały m.in. artystki Sarah Bernhardt i Jane Avril. Właścicielką niejednego szalu z piór była też Mata Hari. Boa z piór było nieodłącznym atrybutem modnych paryżanek w okresie fin de siècle. Paryżanki z takim elementem ubioru na ramionach uwiecznili w swoich pracach artyści tacy jak np. Henri de Toulouse-Lautrec, Jean Béraud czy Edgar Chahine. W Metropolitan Museum of Art znajduje się obraz Pablo Picasso z 1905 roku, na którym przedstawił swoją muzę Germainę Pichot z boa i w kapeluszu z piórami.